# John Le Mesurier

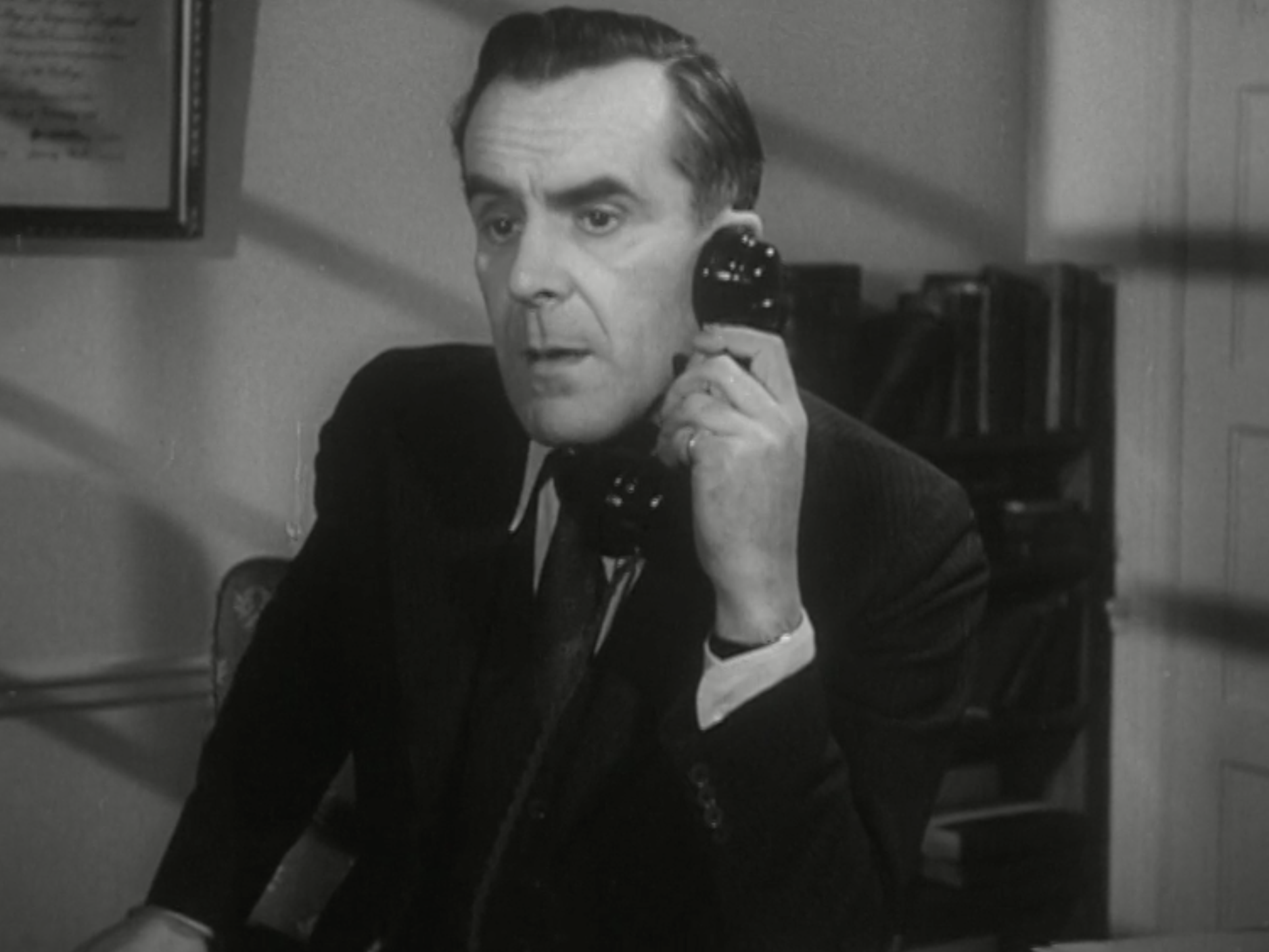
John Le Mesurier (1951)

John Charles Elton Le Mesurier De Somerys Hallilay (* 5. April 1912 in Bedford, Bedfordshire, England; † 15. November 1983 in Ramsgate, Kent, England) war ein britischer Schauspieler.

## Leben und Werk
John Le Mesurier war der Sohn eines Anwalts. Er besuchte die public school in Dorset und wollte eigentlich in die Fußstapfen seines Vaters treten. Doch er erkannte bald, dass die Schauspielerei seine Berufung ist, und im Alter von 20 Jahren begann er mit dem Segen seiner Eltern ein Studium an der Fay Compton School of Acting, wo Alec Guinness in seiner Klasse war. In den 1930er-Jahren kam er zu ersten Bühnenrollen und spielte in einigen sehr frühen Fernsehproduktionen. Im Zweiten Weltkrieg diente er als Captain im nordwestlichen indischen Grenzgebiet.
Nach dem Krieg kehrte er zur Bühne zurück und gab 1948 sein Filmdebüt in The Hangman Waits. Ab den 1950er-Jahren hatte er zahlreiche Filmrollen, besonders in Produktionen der Geschwisterpaares Roy und John Boulting. Im Kino spielte er oft Nebenfiguren mit einer Mischung aus Autorität und Komik, etwa „besorgte Geschäftsmänner, neurotische Militäroffiziere oder verwirrte Väter“. 1968 bekam er seine wohl bekannteste Rolle, die des Sgt. Arthur Wilson in der Erfolgsserie Dad’s Army, die bis 1977 lief. Obwohl er vor allem durch das Komödienfach bekannt wurde, betätigte er sich auch im Dramabereich und gewann 1971 einen BAFTA-Award als bester Schauspieler für seine Rolle in Dennis Potters Fernsehfilm Traitor.
John Le Mesurier war dreimal verheiratet. Von 1939 bis 1947 (Scheidung) mit June Melville und von 1949 bis 1965 (Scheidung) mit Hattie Jacques, mit der er zwei Söhne hatte: Robin Le Mesurier (* 1952) und Kim Le Mesurier (1956–1991). In dritter Ehe von 1965 bis zu seinem Tod 1983 war er mit Joan Le Mesurier verheiratet.

## Filmografie (Auswahl)
- 1938: The Marvellous History of St. Bernard (Fernsehfilm)
- 1947: The Hangman Waits
- 1951: Whirligig (Fernsehserie, 11 Folgen)
- 1952: Mother Riley Meets the Vampire
- 1954: Geld macht nicht glücklich (Twist of Fate)
- 1954: Stranger from Venus
- 1955: Josephine und die Männer (Josephine and Men)
- 1956: Der beste Mann beim Militär (Private’s Progress)
- 1956: Das Baby auf dem Schlachtschiff (The Baby and the Battleship)
- 1956: Panzerschiff Graf Spee (The Battle of the River Plate)
- 1957: Zustände wie im Paradies (The Admirable Crichton)
- 1957: Es begann, als sie nein sagte (These Dangerous Years)
- 1957: Kameraden der Luft (High Flight)
- 1958: Wenn zwei Hochzeit machen (Happy is the Bride)
- 1958: Chefinspektor Gideon (Gideon’s Day)
- 1958: Herz ohne Hoffnung (Another Time, Another Place)
- 1958: Der Rächer im lila Mantel (The Moonraker)
- 1958: Herzlich willkommen im Kittchen (Law and Disorder)
- 1958: Der blinde Rächer (Blind Spot)
- 1958: Der Dämon mit den blutigen Händen (Blood of the Vampire)
- 1958: Ich war Montys Double (I Was Monty’s Double)
- 1959: Der Luxus Käpt’n (The Captain’s Table)
- 1959: Zu viele Gauner (Too Many Crooks)
- 1959: Ausgerechnet Charlie Brown (Carlton-Browne of the F.O.)
- 1959: Der Hund von Baskerville (The Hound of the Baskervilles)
- 1959: Eine Stadt sucht einen Mörder (Jack the Ripper)
- 1959: Ein Händedruck des Teufels (Shake Hands with the Devil)
- 1959: Junger Mann aus gutem Haus (I’m All Right Jack)
- 1959: Die den Tod nicht fürchten (The Wreck of the Mary Deare)
- 1959: Ben Hur
- 1959: Unser Mann in Havanna (Our Man in Havana)
- 1960: Hochverrat mit Hindernissen (A Touch of Larceny)
- 1960: Bankraub des Jahrhunderts (The Day They Robbed the Bank of England)
- 1960: Der Marder von London (Never Let Go)
- 1960: Vor dem Umbruch – Mord (Dead Lucky)
- 1960: Dreimal Liebe täglich (Doctor in Love)
- 1960: Geheimauftrag für John Drake (Danger Man, Fernsehserie, Folge 1x10)
- 1960: Die Rakete zur flotten Puppe (The Bulldog Breed)
- 1961: Schöne Witwen sind gefährlich (Five Golden Hours)
- 1961: Der Rebell (The Rebel)
- 1961: Herein ohne anzuklopfen (Don’t Bother to Knock)
- 1961: Das Schlitzohr (On the Fiddle)
- 1962: Lieben kann man nur zu zweit (Only Two Can Play)
- 1962: Flat Two
- 1962: Walzer der Toreros (Waltz of the Toreadors)
- 1962: Diebe haben Vorfahrt (Go to Blazes)
- 1962: Die Nächte mit Nancy (The Main Attraction)
- 1962: Auf zur Navy (We Joined the Navy)
- 1963: Gentlemenkillers (The Wrong Arm of the Law)
- 1963: Auch die Kleinen wollen nach oben (The Mouse on the Moon)
- 1963: Begierde an schattigen Tagen (In the Cool of the Day)
- 1963: Der rosarote Panther (The Pink Panther)
- 1964: Manche mögen’s geheim (Hot Enough for June)
- 1964: Der Millionenschatz (The Moon-Spinners)
- 1964/1966 Mit Schirm, Charme und Melone (The Avengers; Fernsehserie, 2 Episoden: Die Zauberwurzel und Butler sind gefährlich)
- 1965: Geheimaktion Crossbow (Operation Crossbow)
- 1965: Agenten lassen bitten (Masquerade)
- 1965: Stadt im Meer (City Under the Sea)
- 1965: Die tollkühnen Männer in ihren fliegenden Kisten (Those Magnificent Men in Their Flying Machines or How I Flew from London to Paris in 25 hours 11 minutes)
- 1965: L – Der Lautlose (The Liquidator)
- 1965: Die große Flasche (The Early Bird)
- 1966: Dolche in der Kasbah (Where the Spies Are)
- 1966: Marrakesch (Our Man in Marrakesh)
- 1966: Letzte Grüße von Onkel Joe (The Wrong Box)
- 1966: Die schwarze 13 (Eye of the Devil)
- 1966: Hilfe, die Bombe ist weg! (Finders Keepers)
- 1967: Die 25. Stunde (La Vingt-cinquième Heure)
- 1967: Mr. 10 Prozent (Mister Ten Per Cent)
- 1967: Casino Royale
- 1968: Salz und Pfeffer (Salt and Pepper)
- 1968–1977: Dad’s Army (Fernsehserie, 80 Folgen)
- 1969: Gestatten, das sind meine Kohlen! (Midas Run)
- 1969: Charlie staubt Millionen ab (The Italian Job)
- 1969: Magic Christian (The Magic Christian)
- 1970: Ein blinder Passagier hat’s schwer (Doctor in Trouble)
- 1070: Traitor (Fernsehfilm)
- 1970: Einst kommt der Tag… (On a Clear Day You Can See Forever)
- 1971: Paul Temple (Fernsehserie, Folge 4x01)
- 1972: Jason King (Fernsehserie, Folge 1x17)
- 1974: Ohne Hemd und ohne Höschen – Der Fensterputzer (Confessions of a Window Cleaner)
- 1974: Flüchtige Begegnung (Brief Encounter, Fernsehfilm)
- 1975: Sherlock Holmes’ cleverer Bruder (The Adventure of Sherlock Holmes’ Smarter Brother)
- 1977: Jabberwocky
- 1977: Das liebestolle Hospital (What’s Up Nurse!)
- 1978: Die Schlemmer-Orgie (Who Is Killing the Great Chefs of Europe?)
- 1979: König Artus und der Astronaut (Unidentified Flying Oddball)
- 1980: Die Vogelscheuche (Worzel Gummidge, Fernsehserie, Folge 2x05)
- 1980: Das boshafte Spiel des Dr. Fu Man Chu (The Fiendish Plot of Dr. Fu Manchu)
- 1981: Wiedersehen mit Brideshead (Brideshead Revisited) (Fernseh-Miniserie)
- 1984: The Passionate Pilgrim (Kurzfilm)